# Понурко Гаврило Гаврилович
Понурко Гаврило Гаврилович (1889/91 р., Городище, Київська губернія (нині Черкаська область) — 1978 р. Дніпропетровська область) —  релігійний діяч «незареєстрованих» п'ятидесятників,  пресвітер, всесоюзний благовісник євангельських християн та старший пресвітер Союзу християн євангельської віри.
В'язень сумління, три рази засуджений (1930, 1935 та 1945) у радянських таборах та ув'язненні  провів 19 роки. Його було реабілітовано 15 червень 1990 р.

## Біографія

### Ранні роки
```
Народився в сім'ї селянина-бідняка у 
1889 р.
 в містечку 
Городище
 Черкаської області у багатодітній сім'ї з 12 осіб — 6 синів і 6 дочок, жили вони бідно.
```

З метою заробіток Гаврило разом із батьками у 1902 році переселився на рудник «Жовта Річка» П'ятихатського району. Згодом (1910 р.) переїхав на постійне проживання до м. П'ятихаток разом з батьками. В місті існувала громада євангельских християн, пресвітером якої був Тищенко Антип Григорович, його мати, яка була дуже релігійною, відвідала зібрання де й навернулася до Господа. Незабаром рідні почали відвідувати богослужіння і в 1911 р. всі прийняли хрещення, претворившись на домашню церкву. Як згадує Гаврило, що усі пішли за матір'ю, а він був перший разом із нею і їх усіх, цебто 12 душ, охрестив брат Тищенко А. Г.
З 1912 року молодий Гаврило вже проповідував Слово Боже та співав у хорі. Часто разом із пресвітером Тищенком А. Г. і хором їздив по селах П'ятихатського, Криворізького та Петрівського районів за викликами та запрошеннями, проводили зібрання, створювались групи, а згодом і громади Божих дітей. Він проповідував до серпня 1914 року, доки його не спіткала війна з Німеччиною, через яку його мобілізували.

### Духовна праця
У 1918 році після демобілізації Гаврило повернувся до П'ятихаток до родини, одружився… і в тому ж році був обраний районним благовісником Союзу євангельських християн, а у 1922 році його затвердили у званні районного пресвітера. Незабаром після цього І. С. Проханов викликав його до Ленінграда, де затвердив всесоюзним благовісником. Після річних курсів він працював у північній частині Союзу. Він навчався на біблійних курсах Івана Проханова в Санкт-Петербурзі . 
Наприкінці 1924 року, пізньої осені, Гаврило повернувся до П'ятихаток, де зустрівся з новим рухом християн євангельської віри, до якого вже приєдналася вся його родина: дружина, мати, брати та сестри. За своїм внутрішнім переконанням він перейшов до Союзу ХЄВ (християн євангельської віри), правління якого знаходилося в Одесі, де і працював на тій самій посаді, що й у ВСЄХ (Всесоюзний Союз євангельських християн).
За спогадами І. Воронаєва через  духовне хрещення 13 помісних общин євангельських християн в Криворізькому уїзді став процес приїзду представника євангельських християн Гаврила Понурко з метою повернення вірних. Однак він також пережив хрещення Духом Святим й доєданався до руху ХЄВ.
У 1925 році на з'їзді ХЄВ в Одесі його обрали старшим пресвітером (союзним благовісником) де він і працював у цьому Союзі до 1935 року.
На  Першому  Всесоюзному з’їзді ХЄВ у 1927 році  Г. Г. Понурка було обрано секретарем та скарбником. У 1930-х рр. Гаврило Гаврилович був очільником підпільного Союзу п’ятидесятників в Україні обіймаючи цю посаду з певними проміжками часу до 1935 р.
Його заарештували 26 квітня 1930 р. і засудили на 3 роки, а  1935 р. повторно засудили вже на 6 років, його було реабілітовано 15 червень 1990 р.   Він повернувся із таборів ГУЛАГу якраз напередодні війни, у травні 1941 р., загалом відбувши 9 років позбавлення волі .

#### Діяльність в роки Другої світової війни
З приходом окупаційної влади в м. П'ятихатки група небайдужих віруючих вирішила  відновити місцеву церкву ХЄВ. На початку січня 1942 р. Гаврило Понурко вирушає в Дніпропетровськ та Дніпродзержинськ, де вже почали самостійно функціонувати церкви ХЄВ. У Дніпропетровську разом із пастором місцевої церкви Понурко мав зустріч із генерал-комісаром Публіrом з приводу реєстрації громади ХЄВ.  Інформація про відновлення Союзу ХЄВ поширилася по регіонах. За деякими радянськими даними, у 1941-1942 роках лише  в Дніпропетровській області  діяло близько 14 громад. 
1 листопада 1942 р. відкрився з'їзд ХЄВ в місті П'ятихатки Дніпропетровської області.  Засідання відкрив старший пресвітер П'ятихатської громади Гаврило Понурко. Першу доповідь виголосив Г. Понурко. Тема стосувалася стану церкви ХЄВ за останні 13 років. В колегію мали увійти колишні співробітники Всеукраїнського союзу, який очолював Іван Воронаєв. У зв'язку з цим були обрані у вищезгаданий орган наступні служителі: Г. Понурко - голова; Д. Пономарчук - заступник. 
1 -2 вересня 1943 р. в Дніпродзержинську відбувся «Дніпропетровський обласний собор єпископів і пресвітерів Єпископальної церкви християн євангельської віри». Голова Союзу Гаврило Понурко виступив з доповіддю, в якій описав досягнення та втрачені моменти в роботі об'єднання в 1942/1943 рік. Була приведена докладна статистика церков в Союзі, відновлених і нововиявлених громад, озвучено кількість рукопокладених пресвітерів, дияконів і благовісників .  
З поверненням радянської влади Гаврила Понурка викликали на бесіду з Уповноваженим і від імені влади він наказав ліквідувати Союз ХЄВ.  Наступного дня, 10 травня 1944 р., відбувся останній Всеукраїнський і обласний з'їзд. Були присутні на з'їзді: голова правління єпископ Г. Понурко; заступник голови єпископ Д. Пономарчук; члени правління. З'їзд ухвалив скласти акт ліквідації Союзу. 
4 квітня 1945 р. заарештовують Гаврила Понурка засуджують до 10 років позбавлення волі, інкримінуючи йому співпрацю з окупаційною владою. Повернувся із табору в 1955 р. . Також в  архівно-кримінальній справі згадується, що були «надані віруючими письмові заяви, в яких указується, що Понурко в період німецької окупації допомагав євреям, ховав декого з них у себе вдома».  

#### Повоєнні роки
Після смерті Й. Сталіна (1953 р.), розпочалися незначні зміни у політиці уряду СРСР щодо релігії, розпочали звільняти в’язнів засуджених за релігійними мотивами. Серед звільнених був відомий очільник церков ХЄВ: Гаврило Понурко. Врешті-решт Г. Понурко доєднався до ВРЄХБ звернувшись з листом до Олексія Андреєва, де він визнав положення "Московської угоди" (1945).   
У 1956 р. старший пресвітер ВРЄХБ по Дніпропетровській області М. Мельников разом із Г. Понурком зустрілися з А. Бідашем, щоб умовити його приєднатись до ЄХБ. Переконати Бідаша про об'єднання їм не вдалося.   
У січні 1957 р. відбулося спеціальне засідання Президії ВРЄХБ у Москві, на якому був присутній Гаврило Понурко.   

## Діти
Рідний син Г. Г. Понурка, пресвітер п’ятидесятницької церкви Павло Гаврилович Понурко (1928  р.н.)

## Пов'язані події
1 грудня 2024 року в церкві «Віфанія» в м. Дніпро відбулося урочисте богослужіння з нагоди 100-річчя. Це одна із найстаріших п'ятидесятницьких церков Дніпропетровської області, яка започаткована  у 1924 році. Серед її засновників був Гаврило Понурко  .